# Люляк (остров)
Остров Люляк (или Лелек, старо име Делидорук) е български дунавски остров, разположен от 501 до 504,3 km по течението на реката в Област Русе, община Русе. Площта му е 3,2 km2, която му отрежда 6-о място по големина сред българските дунавски острови.
Островът се намира западно от квартал „Долапите“ на град Русе и наподобява дълъг език с дължина от 4,5 km и максималната ширина – 0,85 – 0,9 km. От българския бряг го отделя речен канал с ширина 200 m. Най-голямата му височина е 27 m се намира в южната му част и отстои на 11 – 12 m над нивото на реката. Образуван от съединяването на два острова и е изграден от речни наноси с алувиални почви, обрасъл главно с върба и топола. При високи води на реката част от по-ниските части се заливат.

## Топографска карта
- Лист от карта K-35-4. Мащаб: 1 : 100 000.